# Anthony Quinlan
Anthony Quinlan es un actor inglés, más conocido por haber interpretado a Gilly Roach en la serie Hollyoaks.

## Carrera
El 4 de octubre de 2005 se unió al elenco principal de la exitosa serie británica Hollyoaks donde interpreta a Gilly Roach, hasta el 22 de noviembre de 2011, después de que su personaje decidiera irse.
En el 2009 apareció en el spin-off de la serie Hollyoaks Later donde interpretó de nuevo a Gilly.
En el 2013 apareció como invitado en la serie médica Doctors donde interpretó Carl Scagell, la expareja de Lindsay Holt (Joanna Higson) con quien se reencuentra luego de caer de nuevo en su pasado criminal.
En octubre del mismo año se anunció que Anthony se uniría al elenco principal de la serie Emmerdale Farm donde interpretará a Pete Barton el hijo mayor de James Barton, hermano de Ross y Finn Barton.

## Filmografía

### Series de televisión
| Año             | Título          | Personaje    | Notas         |
| --------------- | --------------- | ------------ | ------------- |
| 2013 - presente | Emmerdale Farm  | Pete Barton  | 380 episodios |
| 2013            | Doctors         | Carl Scagell | 2 episodios   |
| 2005 - 2011     | Hollyoaks       | Gilly Roach  | 402 episodios |
| 2009            | Hollyoaks Later | Gilly Roach  | 2 episodios   |

### Películas
| Año  | Título      | Personaje | Notas                                                        |
| ---- | ----------- | --------- | ------------------------------------------------------------ |
| 2013 | Gridiron UK | Cadillac  | junto a Michael Dixon, Andrew Harwood Mills & Rebecca Pitkin |

### Apariciones
| Año  | Título                                        | Notas                                       |
| ---- | --------------------------------------------- | ------------------------------------------- |
| 2009 | Hollyoaks: The Morning After the Night Before | como Gilly Roach                            |
| 2008 | Gladiators                                    | episodio "Celebrity Special" - participante |
| 2005 | Hollyoaks: No Going Back                      | como Gilly Roach                            |

## Premios y nominaciones
| Año  | Categoría                     | Premio                    | Serie     | Resultado |
| ---- | ----------------------------- | ------------------------- | --------- | --------- |
| 2011 | Best Serial Drama Performance | National Television Award | Hollyoaks | Nominado  |
| 2011 | Best Actor                    | British Soap Award        | Hollyoaks | Nominado  |
| 2010 | Sexiest Male                  | Inside Soap Award         | Hollyoaks | Nominado  |